# Trélissac
Trélissac is een gemeente in het Franse departement Dordogne (regio Nouvelle-Aquitaine). De gemeente telde 7.319 inwoners op 1 januari 2022. De plaats maakt deel uit van het arrondissement Périgueux.

## Geschiedenis
De plaats L’Arsault is ontstaan rond een ziekenhuis uit de 13e eeuw. L’Arsault lag onder de stadsmuren van Périgueux en had steengroeven waaruit stenen voor veel gebouwen in de stad werden gewonnen. In 1830 werd een deel van L’Arsault overgeheveld van de gemeente Trélissac naar de gemeente Périgueux.
Het oude Trélissac lag in de vallei van de Isle en was onderhevig aan overstromingen, zoals de overstroming van 1837. Tussen 1870 en 1874 werd een nieuw dorpscentrum gebouwd ten noorden van de RN21. Het bestond uit een gemeentehuis, een kerk met pastorij en een school. Dit gebeurde op initiatief en op kosten van Alfred Magne, zoon van minister Pierre Magne. Voor zichzelf liet hij het Château Magne aan de oever van de Isle bouwen en hij wenste het dorpscentrum te verplaatsen om zijn domein te kunnen uitbreiden. De oude 15e-eeuwse dorpskerk verviel tot een ruïne.

## Geografie
De oppervlakte van Trélissac bedroeg op 1 januari 2022 22,88 vierkante kilometer; de bevolkingsdichtheid was toen 319,9 inwoners per km².
De gemeente ligt in de landstreek Périgord Blanc ten noordoosten van Périgueux. De rivier de Isle vormt de zuidelijke grens van de gemeente.
De onderstaande kaart toont de ligging van Trélissac met de belangrijkste infrastructuur en aangrenzende gemeenten.

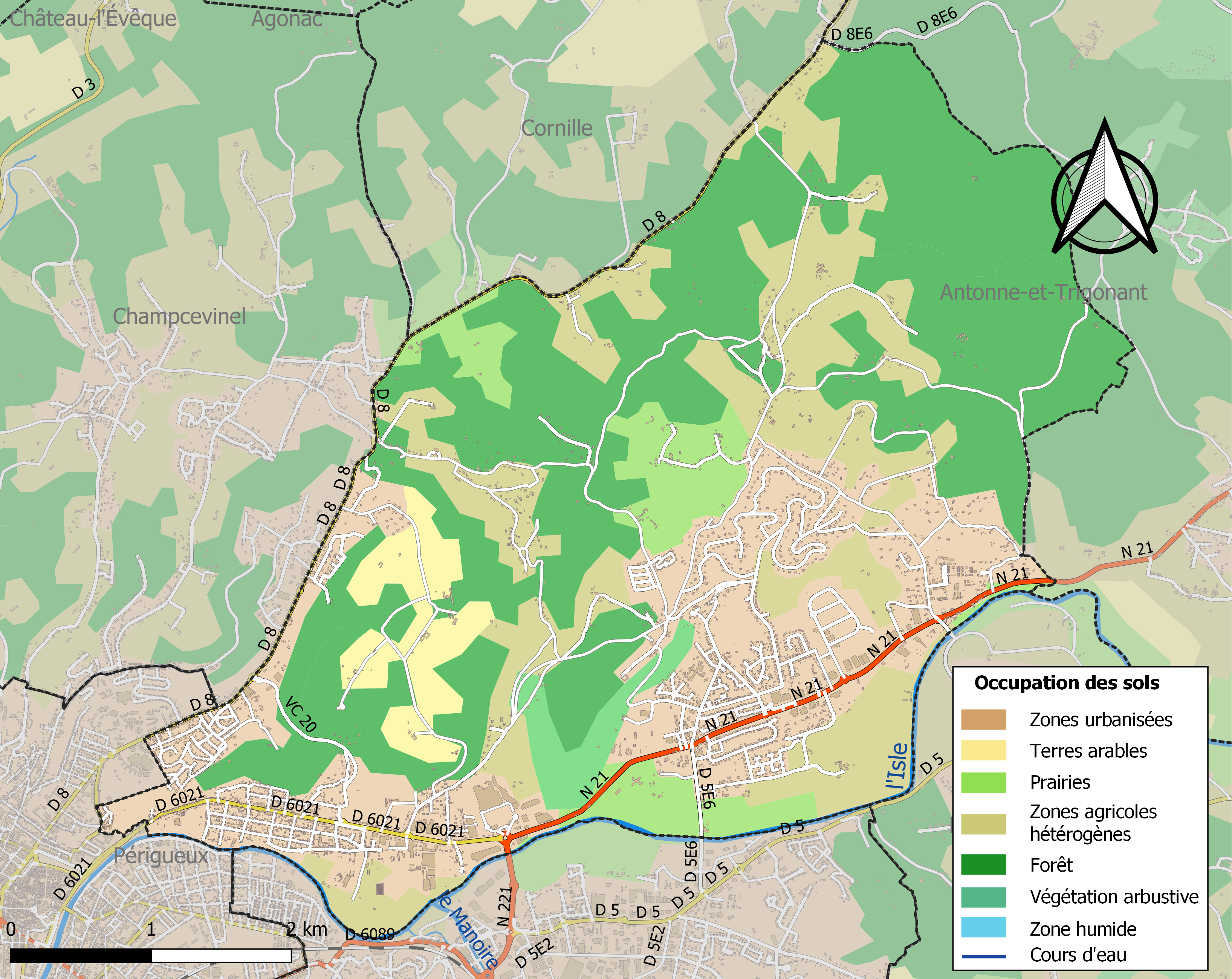

## Demografie
Onderstaande figuur toont het verloop van het inwonertal (bron: INSEE-tellingen).

## Sport
Trélissac is één keer etappeplaats geweest in wielerkoers Ronde van Frankrijk. In 1994 won er de Deen Bo Hamburger.